# Резьютта
Резьютта (итал. Resiutta) —  коммуна в Италии, располагается в регионе Фриули-Венеция-Джулия, в провинции Удине.
Население составляет 327 человек (2008 г.), плотность населения составляет 18 чел./км². Занимает площадь 20 км². Почтовый индекс — 33010. Телефонный код — 0433.
Покровителем коммуны почитается святитель Мартин Турский, празднование 11 ноября.

## Демография
Динамика населения:

## Администрация коммуны
- Официальный сайт: